# فرانز فلوريس
فرانز فلوريس (17 أبريل 1519 - 1 أكتوبر 1570) ويعرف أيضا باسم (فرانس فلوريس ، فرانس فلوريس الأكبر أو فرانس فلوريس دي فريندت ) كان رسامًا وفنان طباعة ومصمم نسيج فلمنكي. اشتهر بشكل أساسي بلوحاته التاريخية ، والمشاهد الاستعارية والصور الشخصية. لعب دورًا مهمًا في تعليم فن الرسم والتصوير في عصر النهضة للفنانين الأوروبيين الذي يطلق عليهم المؤرخون اسم الرومانية. كان الرومانية يسافرون عادة إلى إيطاليا لدراسة أعمال فناني عصر النهضة الإيطاليين البارزين مثل مايكل أنجلو ورافائيل وغيرهم. 